# Kalevi Laitinen (gymnastique)
Kalevi Laitinen (né le 19 mai 1918 à Kotka et mort le 6 janvier 1997 dans la même ville) est un gymnaste finlandais.

## Palmarès

### Jeux olympiques
- Londres 1948
  -  Médaille d'or au concours par équipes.
- Helsinki 1952
  -  Médaille de bronze au concours par équipes[1].

### Championnats du monde
- Championnats du monde de gymnastique artistique 1950
  -  Médaille d'argent au concours par équipes